# Canadian Rugby Championship
Canadian Rugby Championship – organizowany od 2009 roku przez Rugby Canada najwyższy krajowy poziom męskich rozgrywek rugby union w Kanadzie, następca Rugby Canada Super League.

## Historia
Rozgrywki powstały w 2009 roku w związku z inauguracją Americas Rugby Championship i w pierwszym sezonie stanowiły jego część – cztery uczestniczące drużyny rywalizowały systemem kołowym, następnie zaś dwie najlepsze po fazie grupowej zespoły spotkały się w finale tych rozgrywek, które jednocześnie były półfinałem ARC. W 2010 roku mistrzostwa zostały rozegrane tym samym systemem, jednak już jako samodzielne zawody, albowiem wprowadzono modyfikację zasad ARC polegającą na wyselekcjonowaniu jednej kanadyjskiej reprezentacji w tym turnieju. W latach 2011–2013 zwiększono liczbę spotkań, co oznaczało, że każda z drużyn rozgrywała dwumecze z zespołem z własnej dywizji oraz z jedną z drużyn z drugiej dywizji, a także jedno spotkanie z pozostałym uczestnikiem mistrzostw. W 2014 roku zawody po raz pierwszy zostały zaplanowane jako pełny system ligowy – każdy z zespołów zagrał z każdym u siebie i na wyjeździe, zaś rok później z uwagi na Puchar Świata 2015 zostały one zaplanowane w skróconej formie i rozegrane dwurundowym systemem pucharowym, przy czym pary półfinałowe zostały ustalone na podstawie wyników poprzednich mistrzostw. W roku 2016 powrócono do rozszerzonego systemu kołowego – każda drużyna rozgrywała dwumecze z zespołem z własnej dywizji i po jednym spotkaniu z drużynami z drugiej dywizji.

## Trofeum
MacTier Cup – srebrny puchar wysokości około sześćdziesięciu centymetrów – jest jednym z najstarszych trofeów w kanadyjskim rugby. W 1922 roku klubom walczącym o dominację we wschodniej Kanadzie ufundował je urzędnik Kolei Transkanadyjskiej i sympatyk tej dyscypliny sportu, A.D. MacTier. Rywalizacja ta toczyła się do 1941 roku, od roku 1964 o puchar rywalizowano zaś w rozgrywkach międzyprowincjalnych. W 2004 roku stał się on trofeum przyznawanym zwycięskiemu zespołowi w Rugby Canada Super League, a po jej rozwiązaniu triumfatorowi Canadian Rugby Championship.

## Zwycięzcy

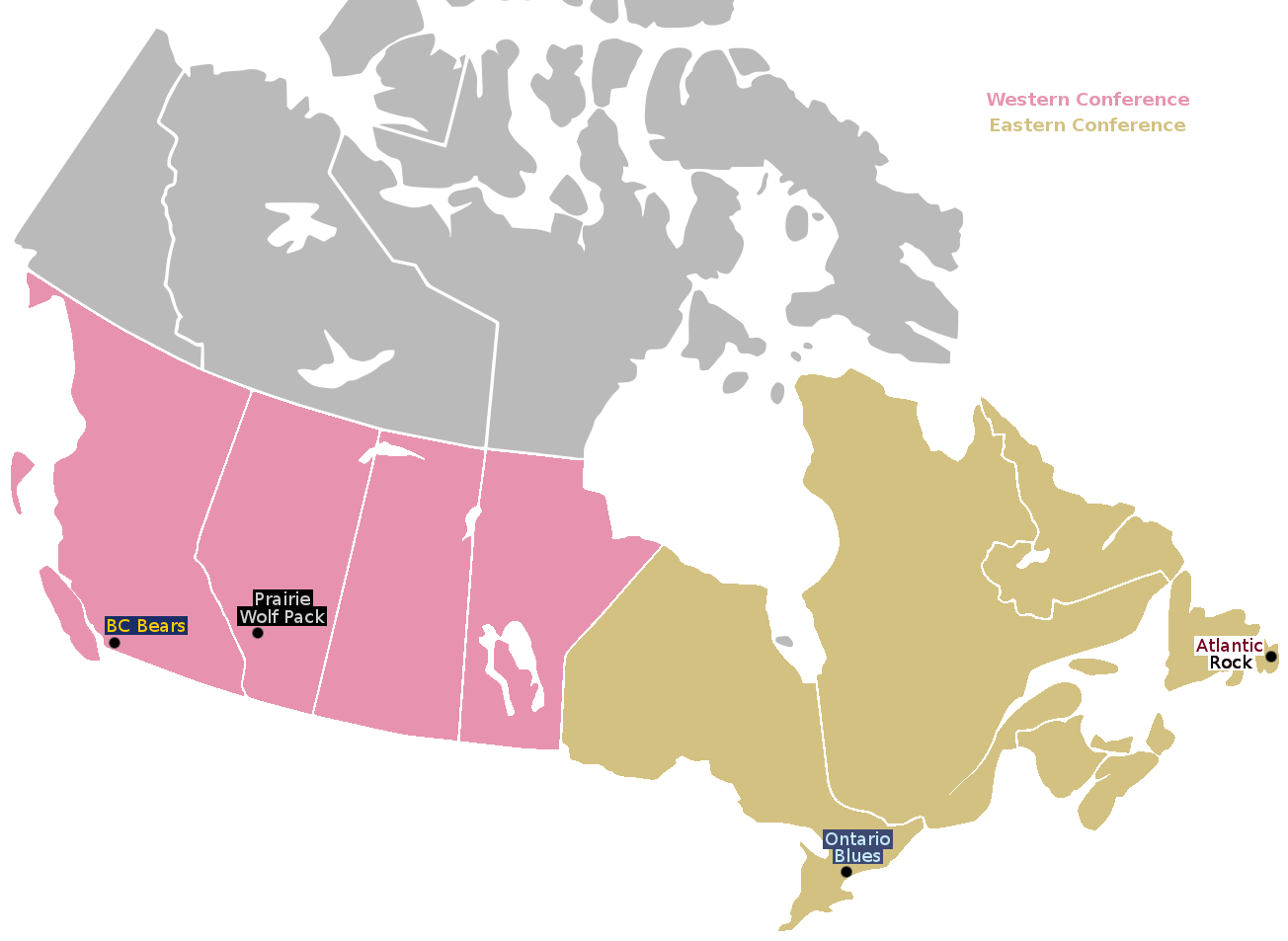
Uczestniczące zespoły

| Rok  | Zwycięzca              | Wynik             | Finalista         | Źródło |
| ---- | ---------------------- | ----------------- | ----------------- | ------ |
| 2009 | British Columbia Bears | 12–8              | Ontario Blues     |        |
| 2010 | Atlantic Rock          | 19–8              | Prairie Wolf Pack |        |
| 2011 | Ontario Blues          | rozgrywki grupowe | rozgrywki grupowe |        |
| 2012 | Ontario Blues          | rozgrywki grupowe | rozgrywki grupowe |        |
| 2013 | Ontario Blues          | rozgrywki grupowe | rozgrywki grupowe |        |
| 2014 | Ontario Blues          | rozgrywki grupowe | rozgrywki grupowe |        |
| 2015 | Prairie Wolf Pack      | 33–25             | Ontario Blues     |        |
| 2016 | Ontario Blues          | rozgrywki grupowe | rozgrywki grupowe |        |
| 2017 | British Columbia Bears | 30–29             | Ontario Blues     | [ 13 ] |
| 2018 | Ontario Blues          | 22–17             | Atlantic Rock     | [ 14 ] |